# Tom Preissing
Thomas Joseph „Tom“ Preissing (* 3. Dezember 1978 in Arlington Heights, Illinois) ist ein ehemaliger US-amerikanischer Eishockeyspieler, der im Verlauf seiner aktiven Karriere zwischen 1997 und 2013 unter anderem 368 Spiele für die San Jose Sharks, Ottawa Senators, Los Angeles Kings und Colorado Avalanche in der National Hockey League (NHL) auf der Position des Verteidigers bestritten hat. Einen signifikanten Teil seiner Karriere verbrachte Preissing zudem in Europa, wo er unter anderem für die Krefeld Pinguine in der Deutschen Eishockey Liga (DEL) und den EHC Biel in der Schweizer National League A (NLA) auflief.

## Karriere
Preissing spielte zwischen 1997 und 1999 in der United States Hockey League (USHL) bei den Green Bay Gamblers, blieb NHL Entry Draft von den Franchises der National Hockey League (NHL) jedoch unbeachtet. Ab dem Sommer 1999 besuchte der Verteidiger das Colorado College. Dort lief er parallel zu seinem Studium vier Jahre für das Eishockeyteam, die Tigers, auf und wurde in seiner Zeit am College sogar einmal für den Hobey Baker Memorial Award nominiert, der an den besten College-Spieler verliehen wird. Sein letztes Jahr war auch gleichzeitig sein bestes. Er führte die Mannschaft als Mannschaftskapitän an und erzielte 52 Scorerpunkte in 42 Spielen.
Nachdem er im Frühjahr 2003 das College verlassen hatte, erhielt er als Free Agent einen Vertrag bei den San Jose Sharks aus der NHL und konnte sich gleich im Kader durchsetzen, so dass er die gesamte Saison 2003/04 bei den Sharks spielte. Die NHL-Saison 2004/05 fiel wegen des Lockouts komplett aus. Um trotzdem Spielpraxis zu erhalten, wechselte er – wie viele NHL-Spieler – nach Europa. Der US-Amerikaner erhielt einen Vertrag bei den Krefeld Pinguinen aus der Deutschen Eishockey Liga (DEL), für die er im Saisonverlauf 33 Partien absolvierte. Zur Spielzeit 2005/06 kehrte er nach Beendigung des Lockouts wieder nach San Jose zurück. Das Spieljahr verlief für ihn mit 43 Punkten in 74 Spielen erfolgreich. Dennoch gehörte Preissing im Sommer 2006 zu einem Transfergeschäft zwischen den San Jose Sharks, Chicago Blackhawks und Ottawa Senators. Ottawa schickte Bryan Smolinski und Martin Havlát nach Chicago, dafür gaben die Blackhawks Mark Bell zu den Sharks sowie Michal Barinka und einen Draftpick nach Ottawa ab. Tom Preissing musste schließlich zusammen mit Teamkamerad Josh Hennessy zu den Ottawa Senators wechseln.
Preissing nahm eine wichtige Rolle in der Verteidigung der Senators ein und hatte am Ende der Saison mit +40 den besten Plus/Minus-Wert unter den NHL-Verteidigern. Die Senators zogen bis in die Finalserie der Stanley-Cup-Playoffs 2007 ein, in der sie jedoch den Anaheim Ducks unterlagen. In Ottawa spielte er öfters mit Christoph Schubert in einer Verteidigungsreihe. Im Sommer 2007 kehrte Preissing zurück nach Kalifornien und unterschrieb als Free Agent einen Vertrag bei den Los Angeles Kings, wo er bis zum Ende der Spielzeit 2008/09 spielte. Danach folgte im Juli 2009 ein erneuter Wechsel gemeinsam mit Kyle Quincey und einem Fünftrunden-Wahlrecht im NHL Entry Draft 2010 zur Colorado Avalanche, die im Gegenzug Ryan Smyth an die Kings abgaben. Mit der Ausnahme von vier Einsätzen für die Avalanche wurde Preissing aber die gesamte Saison 2009/10 beim Farmteam Lake Erie Monsters in die American Hockey League (AHL) eingesetzt.
Nach nur einer Saison verließ der Defensivspieler den Club daher wieder und wechselte nach Übersee. Zuerst für ein kurzes Engagement in der Saison 2010/11 zum kasachischen Klub Barys Astana aus der Kontinentalen Hockey-Liga (KHL), an den ihn sein damaliger Arbeitgeber Kärpät Oulu aus Finnland ausgeliehen hatte, anschließend zur Spielzeit 2011/12 zum EHC Biel in die Schweizer National League A (NLA). Danach verbrachte er je eine halbe Saison bei Rögle BK aus der schwedischen Elitserien und TPS Turku aus der finnischen SM-liiga. Im Sommer 2013 gab Preissing im Alter von 34 Jahren seinen Rücktritt vom aktiven Sport bekannt.

## Erfolge und Auszeichnungen
| - 1999 USHL First All-Star Team - 1999 USHL Defenseman of the Year - 2001 WCHA Third All-Star Team - 2002 WCHA Third All-Star Team | - 2003 WCHA First All-Star Team - 2003 WCHA Outstanding Student-Athlete of the Year - 2003 NCAA West First All-American Team |

## Karrierestatistik
(Legende zur Spielerstatistik: Sp oder GP = absolvierte Spiele; T oder G = erzielte Tore; V oder A = erzielte Assists; Pkt oder Pts = erzielte Scorerpunkte; SM oder PIM = erhaltene Strafminuten; +/− = Plus/Minus-Bilanz; PP = erzielte Überzahltore; SH = erzielte Unterzahltore; GW = erzielte Siegtore; 1 Play-downs/Relegation; Kursiv: Statistik nicht vollständig)